# Pat Sin Leng
Pour les articles homonymes, voir Leng.
Pat Sin Leng (littéralement « montagne des Huit immortels », en chinois : 八仙嶺) est une montagne de Hong Kong située dans le parc rural du même nom et nommée d'après les huit pics qui la composent dans le Nord-Est des Nouveaux Territoires.
Pat sin leng signifie littéralement « huit dieux dans la montagne ».

## Pics
Shun Yeung Fung (純陽峰) culmine à 591 mètres d'altitude. Il est situé au nord de Tai Po. C'est le pic le plus occidental et le plus élevé de la montagne. Il doit son nom au chef des Huit Immortels, Lǚ Dòngbīn (呂洞賓), dont le nom profane est Chunyang Zi (純陽子).
Chung Li Fung (鍾離峰) culmine à 543 mètres d'altitude. Le pic est nommé d'après l'un des Huit Immortels, Zhongli Quan (漢鍾離).
Kuai Li Fung (拐李峰) culmine à 530 mètres d'altitude. Le pic est nommé d'après l'un des Huit Immortels, Tieguai Li (鐵拐李)
Kao Lao Fung (果老峰) culmine à 530 mètres d'altitude. Le pic est nommé d'après l'un des Huit Immortels, Zhang Guolao (張果老)
Hsien Ku Fung (仙姑峰) culmine à 514 mètres d'altitude. Le pic est nommé d'après l'un des Huit Immortels, He Xian'gu (何仙姑).
Sheung Tsz Fung (湘子峰) culmine à une altitude de 510 mètres. Le pic est nommé d'après l'un des Huit Immortels, Han Xiangzi (韓湘子).
Tsao Kau Fung (曹舅峰) culmine à une altitude de 510 mètres. Le pic est nommé d'après l'un des Huit Immortels, Cao Guojiu (曹國舅)
Choi Wo Fung (采和峰) culmine à une altitude de 490 mètres. Le pic est nommé d'après l'un des Huit Immortels, Lan Caihe (藍采和).